# Дулеев, Евгений Васильевич
Евге́ний Васи́льевич Дуле́ев (род. 5 апреля 1956, Москва) — советский гребец, серебряный призёр Олимпийских игр. Мастер спорта СССР международного класса.

## Карьера
В детстве занимался лыжными гонками в ДЮСШ Ленинградского района города Москвы.
На Олимпиаде в Монреале в 1976 году в составе парной четвёрки без рулевого выиграл серебряную медаль.
На Олимпийских играх 1980 года в Москве в соревнованиях парных двоек с Александром Тихоновичем Фомченко заняли 5-е место с итоговым временем 06:35.34.